# Copa del Generalísimo de baloncesto 1975
La Copa del Generalísimo de baloncesto 1975 fue la número 39.º, donde su final se disputó en el Pabellón Polideportivo de Jaén de Jaén el 26 de abril de 1975.
La edición fue disputada por los ocho mejores equipos de la temporada anterior, la edición 1973–74.

## Equipos clasificados
| Pos. | Equipo                       | Pts. | PJ | G  | E | P  | GF   | GC   | Dif.  | Clasificación o descenso |
| ---- | ---------------------------- | ---- | -- | -- | - | -- | ---- | ---- | ----- | ------------------------ |
| 1    | Real Madrid CF               | 82   | 28 | 27 | 1 | 0  | 3007 | 1961 | +1046 |                          |
| 2    | CF Barcelona                 | 68   | 28 | 22 | 2 | 4  | 2680 | 2254 | +426  |                          |
| 3    | Juventud Schweppes           | 67   | 28 | 22 | 1 | 5  | 2478 | 1992 | +486  |                          |
| 4    | Estudiantes Aguas Monteverde | 53   | 28 | 17 | 2 | 9  | 2437 | 2178 | +259  |                          |
| 5    | SD Kas                       | 46   | 28 | 15 | 1 | 12 | 2437 | 2448 | −11   | Equipo retirado          |
| 6    | CD Manresa La Casera         | 41   | 28 | 13 | 2 | 13 | 2352 | 2234 | +118  |                          |
| 7    | UDR Pineda                   | 39   | 28 | 13 | 0 | 15 | 2183 | 2275 | −92   | Renunció a participar    |
| 8    | CD Vasconia                  | 36   | 28 | 12 | 0 | 16 | 2176 | 2271 | −95   |                          |
| 9    | San José Irpen Rovilux       | 34   | 28 | 11 | 1 | 16 | 2147 | 2345 | −198  | Equipo retirado          |
| 10   | CB Círculo Católico          | 34   | 28 | 11 | 1 | 16 | 2097 | 2367 | −270  |                          |
| 11   | Club YMCA España             | 34   | 28 | 11 | 1 | 16 | 2169 | 2409 | −240  |                          |

 Fuente: Linguasport

## Cuartos de final
Los partidos de ida se jugaron el 5 y 6 de abril y los de vuelta el 12 y 13 de abril.
| Equipo 1                     | Agr.    | Equipo 2             | Ida   | Vuelta |
| ---------------------------- | ------- | -------------------- | ----- | ------ |
| CB Círculo Católico          | 136–184 | CF Barcelona         | 76–88 | 60–96  |
| Juventud Schweppes           | 187–207 | Real Madrid CF       | 91–91 | 96–116 |
| Estudiantes Aguas Monteverde | 162–156 | CD Vasconia          | 90–66 | 72–90  |
| Club YMCA España             | 0–2     | CD Manresa La Casera | 0–2   |        |

## Semifinales
Los partidos de ida se jugaron el 16 de abril y los de vuelta el 19 y 20 de abril.
| Equipo 1                     | Agr.    | Equipo 2             | Ida   | Vuelta |
| ---------------------------- | ------- | -------------------- | ----- | ------ |
| CF Barcelona                 | 131–137 | Real Madrid CF       | 66–60 | 65–77  |
| Estudiantes Aguas Monteverde | 178–145 | CD Manresa La Casera | 86–70 | 92–75  |

## Final
Tras proclamarse campeón de la Copa del Generalísimo de baloncesto por tercera vez consecutiva, el Real Madrid obtiene el título en propiedad.
| 26 de abril de 1975, 19:00 | Estudiantes Aguas Monteverde       | 85–114                             | Real Madrid                        | |  |
| 19:00 GTM+1                | Marcador por tiempos: 44–69, 41–45 | Marcador por tiempos: 44–69, 41–45 | Marcador por tiempos: 44–69, 41–45 | |  |
|                            | Estadísticas Gonzalo Sagi-Vela 26  | Pts                                | Estadísticas Rafael Rullán 23      | Pabellón: Pabellón Polideportivo de Jaén, Jaén Asistencia: 1,500 espectadores Árbitros: José Ángel Gárate Pedro Hernández Cabrera |  |

| Campeón de la Copa del Generalísimo 1975 |
| ---------------------------------------- |
| Real Madrid 17.º título                  |